# 5291 Yuuko
5291 Yuuko è un asteroide della fascia principale interna. Scoperto nel 1990, presenta un'orbita caratterizzata da un semiasse maggiore pari a 2,4211884 au e da un'eccentricità di 0,1561257, inclinata di 2,04912° rispetto all'eclittica.
Fa parte della famiglia di asteroidi Nisa.
L'asteroide è dedicato a Yuuko Matsuyama, moglie di uno degli scopritori.